# Cris Judd
Cris Judd, all'anagrafe Cristan Leenon Judd (Abilene, 15 agosto 1969), è un ballerino, coreografo e attore statunitense.

## Biografia

### Origini
Cris Judd è nato il 15 agosto 1969 ad Abilene nello Stato del Texas da una famiglia di discendenza mista, suo padre era un militare di origine portoghesi e sua madre era filippina. Ha trascorso i suoi primi anni nelle basi dell'Aeronautica militare degli Stati Uniti ad Angeles nelle Filippine e nelle Hawaii. La famiglia in seguito si trasferì in Florida dove Cris frequentò la Niceville High School. Da adolescente ha avuto un forte interesse per lo sport e ha trascorso molto tempo surfando e giocando a golf; ha anche considerato di diventare un giocatore professionista per un po' prima di abbandonare l'idea. Dopo la scuola, si è iscritto all'Okaloosa-Walton Community College di Niceville, in Florida.

### Carriera
All'età di 21 anni Judd si interessò alla danza. Nel giro di un anno, iniziò a ballare e coreografare professionalmente al Walt Disney World in Florida e poco dopo venne scelto come uno dei ballerini Chippendales. Nel 1995 è stato ingaggiato per ballare con Michael Jackson per gli MTV Video Music Awards 1995, che lo ha portato a ballare con Jackson anche nel successivo tour mondiale del cantante del 1996/'97, l'HIStory World Tour. Nel 1997 si esibisce durante la performance della canzone candidata all'Oscar That Thing You Do alla 69ª edizione degli Academy Awards. Nel 1999 ha ballato ai Billboard Music Awards durante un'esibizione di Céline Dion e agli MTV Video Music Awards 1999 con gli N'SYNC. Nel 2000 si esibisce agli American Music Award durante una performance di Enrique Iglesias e Brian McKnight.
Ha inoltre coreografato il tour del 2000 per Jordan Knight, il tour del 2001 per Perry Ferrell e quello dei Jane's Addiction, nonché il video musicale Ain’t It Funny e I'm Real per Jennifer Lopez. Ha anche coreografato i video musicali Love Don't Cost a Thing e Ain't It Funny-Remix con Ja Rule ed è stato il direttore creativo e coreografo dello speciale concerto della NBC di Jennifer Lopez, Let's Get Loud. Produsse inoltre l'album J to tha L-O!: The Remixes. Nel 2003 ha coreografato le sequenze di danza per il film Un ciclone in casa con Steve Martin e Queen Latifah, dove appare anche in un ammeo, e ha coreografato Nicole Kidman durante la sua performance nel film La macchia umana.
Nel 2009 Judd si è esibito in un tributo al compianto Michael Jackson agli MTV Video Music Awards 2009 partecipando alla performance di Scream insieme alla sorella di Michael, Janet Jackson e ad altri famosi coreografi che hanno lavorato sia con Michael che con Janet Jackson. Ha anche composto la canzone, Alive (la sua prima traccia), che è stata selezionata come canzone del film, Enough. Ha inoltre lavorato come produttore musicale e coreografo per il Fantasy at the Luxor Resort di Las Vegas. Judd è anche apparso in alcuni video musicali tra i quali: Michael Jackson's Ghosts, My Way per Usher e Tango per Julio Iglesias.

## Vita privata
Conobbe Jennifer Lopez quando lavorava come ballerino, fu il secondo marito della cantante con un matrimonio avvenuto il 29 settembre 2001. Dopo un periodo di difficoltà divorziarono ufficialmente nel gennaio 2003. Sposò in seguito Kelly A. Wolfe nel novembre 2009. La coppia ha avuto una figlia, Vivienne Lee Judd, il 19 settembre 2013.

## Filmografia parziale
- Ghosts (1997)
- Un ciclone in casa (2003)
- Dance Like We Do (2005)
- Be My Baby (2006)
- Staten Island (2007)
- LA Noir (2007)
- Goyband (2008)
- The Outside (2009)